# Asien-Wollhalsstorch
Der Asien-Wollhalsstorch (Ciconia episcopus) oder Asiatische Wollhalsstorch ist eine Storchenart, die in zwei Unterarten in Süd- und Südostasien vorkommt.

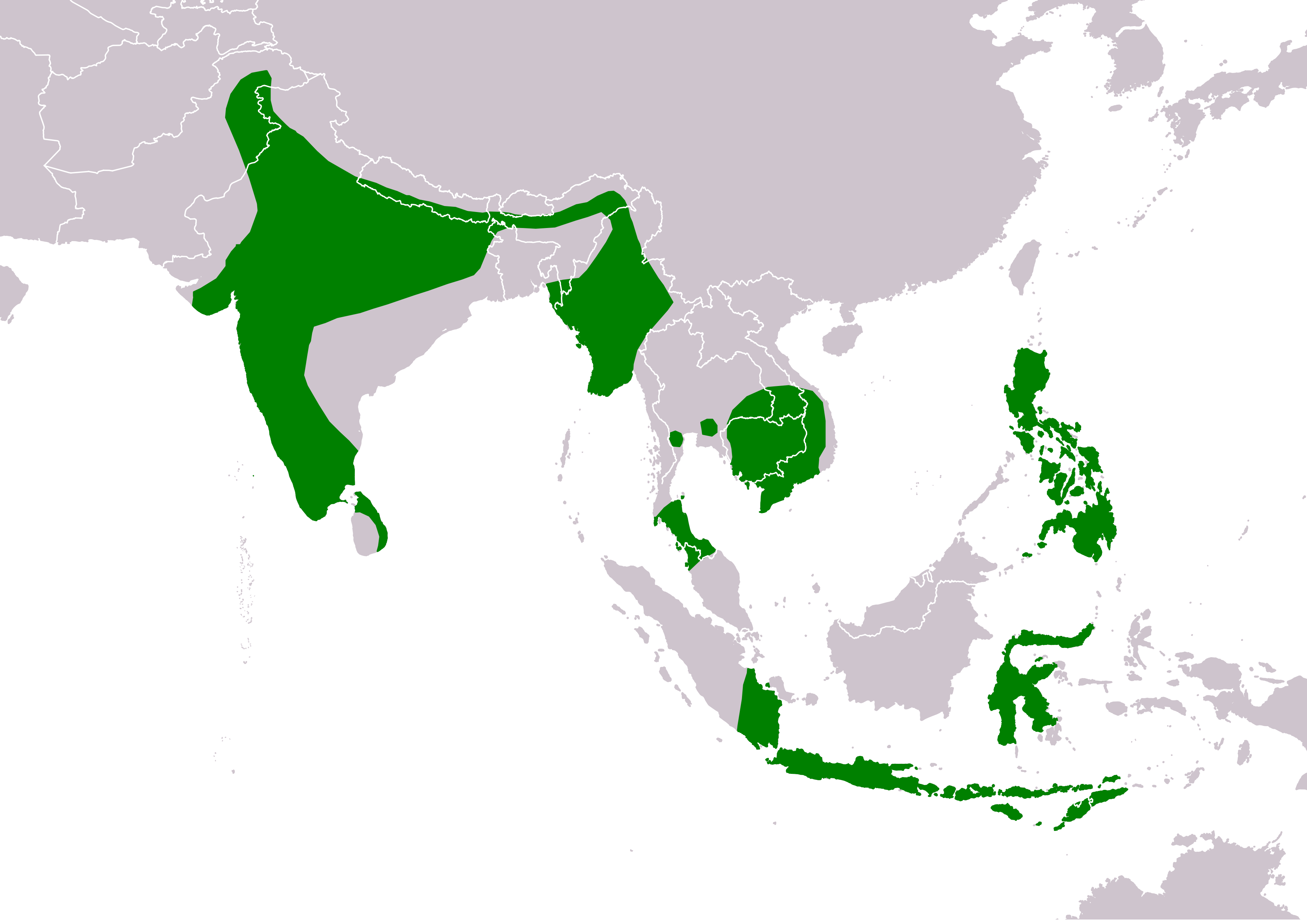
Verbreitungsgebiet des Asien-Wollhalsstorches

## Merkmale
Die Storchenart erreicht eine Gesamtlänge von 86 bis 95 cm. Der Rumpf ist glänzend schwarz gefärbt mit einem rötlichen oder grünlichen Einschlag; der Hals, der untere Bauchbereich und der Schwanz sind weiß. Die Federn am Hals und oberen Brustbereich haben die namensgebende wollige Struktur. Der obere Kopfbereich ist schwarz, der federlose Bereich um Schnabelbasis und Augen ist blaugrau gefärbt. Der lange Schnabel ist schwärzlich mit einer roten Spitze. Die Beine sind orangerot.

## Lebensraum und Lebensweise
Der Asien-Wollhalsstorch kommt an Flüssen, Bächen, Seen, Teichen, Wasserlöchern, Lagunen, Überschwemmungsgebieten in Savannen und auf Grasland vor, außerdem in Sümpfen und Torfsumpfwäldern sowie auf Reisfeldern und überschwemmten Weiden. Er ist nicht vollständig auf ungestörte Lebensräume angewiesen und besiedelt auch von menschlichen Aktivitäten geprägte Lebensräume. Die Vögel leben einzeln oder paarweise. In Feuchtgebieten inmitten von trockenen Landschaften können jedoch auch große Ansammlungen beobachtet werden. Der Asien-Wollhalsstorch ernährt sich von Fischen, Froschlurchen, kleinen Schlangen, Echsen, großen Insekten, deren Larven, Krabben, Weichtieren und marinen Wirbellosen. In Nordindien brüten die Vögel vor allem während des Sommermonsuns von Juli bis September, in Südindien zur Zeit des Wintermonsuns von Dezember bis März. Das Nest besteht aus übereinander gelegten Zweigen und wird in einer Höhe von 10 bis 30 m (und manchmal bis zu 50 m) über dem Boden oder über Wasser auf einer horizontalen Astgabelung gebaut.

## Systematik
Die wissenschaftliche Bezeichnung des Asien-Wollhalsstorchs wurde 1783 durch den niederländischen Ornithologen Pieter Boddaert geprägt. Der Afrikanische Wollhalsstorch (Ciconia microscelis) galt lange Zeit als Unterart von Ciconia episcopus, wurde 2014 jedoch als eigenständige Art abgetrennt, so dass es heute nur noch zwei Unterarten gibt.
- Ciconia episcopus episcopus, Pakistan, Indien, festländisches Südostasien, Philippinen (dort wahrscheinlich ausgestorben)
- Ciconia episcopus neglecta, Sumatra, Java, Kleine Sundainseln und Sulawesi

## Gefährdung
Die Population des Asien-Wollhalsstorchs ist mit 50.000 bis 250.000 Exemplaren relativ groß, die Art ist über einen weiten Bereich des südlichen Asien verbreitet und kommt sowohl mit natürlichen als auch vom Menschen stark beeinflussten Habitaten zurecht. Außerdem lebt sie in zahlreichen Schutzgebieten. Aufgrund von Jagd, Lebensraumzerstörung und Verschmutzung durch die Landwirtschaft gab es jedoch einen erheblichen Populationsrückgang, wobei der Asien-Wollhalsstorch aus vielen Teilen des früheren südostasiatischen Verbreitungsgebiets verschwunden ist. Deshalb gilt der Asien-Wollhalsstorchh inzwischen als potenziell gefährdet (Near Threatened).